# Krasnopillea
Krasnopillea (în ucraineană Краснопілля) este așezarea de tip urban de reședință a raionului Krasnopillea din regiunea Sumî, Ucraina. În afara localității principale, mai cuprinde și satele Mîhailivka, Novodmîtrivka și Taratutîne.

## Demografie
Componența lingvistică a așezării de tip urban Krasnopillea
     Ucraineană (95,76%)
     Rusă (3,78%)
     Alte limbi (0,37%)
Conform recensământului din 2001, majoritatea populației așezării de tip urban Krasnopillea era vorbitoare de ucraineană (95,76%), existând în minoritate și vorbitori de rusă (3,78%).